# Wieśniak mistrzem miecza
Wieśniak mistrzem miecza (jap. 片田舎のおっさん、剣聖になる ～ただの田舎の剣術師範だったのに、大成した弟子たちが俺を放ってくれない件～ Katainaka no ossan, kensei ni naru: Tada no inaka no kenjutsu shihan datta noni, taisei shita deshitachi ga ore o hōttekurenai ken) – seria light novel napisana przez Shigeru Sagazakiego i zilustrowana przez Tetsuhiro Nabeshimę. Początkowo ukazywała się jako powieść internetowa w serwisie Shōsetsuka ni narō. Następnie została nabyta przez wydawnictwo Square Enix, które publikuje ją od kwietnia 2021 pod imprintem SQEX Novel. Na jej podstawie powstała manga zilustrowana przez Kazukiego Satō, która ukazuje się od sierpnia 2021 w magazynie „Dokodemo Young Champion” wydawnictwa Akita Shoten. Adaptacja anime, za produkcję której odpowiadają studia Passione i Hayabusa Film, była emitowana od kwietnia do czerwca 2025. Premiera drugiego sezonu zaplanowana jest na 2026 rok.

## Fabuła
Beryl Gardinant jest utalentowanym szermierzem z małej wioski. Podczas wizyty jednego ze swoich dawnych uczniów, Beryl otrzymuje zaproszenie, by zostać instruktorem w stolicy. Historia opowiada o tym, jak Beryl ponownie spotyka się ze swoimi byłymi uczniami i stawia czoła wielu wyzwaniom.

## Bohaterowie
- Beryl Gardinant (jap. ベリル・ガーデナント Beriru Gādenanto)

Seiyū: Hiroaki Hirata 
- Allucia Citrus (jap. アリューシア・シトラス Aryūshia Shitorasu)

Seiyū: Nao Tōyama 
- Surena Lysandra (jap. スレナ・リサンデラ Surena Risandera)

Seiyū: Hitomi Ueda 
- Curuni Crueciel (jap. クルニ・クルーシエル Kuruni Kurūshieru)

Seiyū: Yūki Hirose 
- Ficelle Harbeller (jap. フィッセル・ハーベラー Fisseru Hāberā)

Seiyū: Hinaki Yano 
- Lucy Diamond (jap. ルーシー・ダイアモンド Rūshī Daiamondo)

Seiyū: Chiwa Saitō 
- Henbritz Drought (jap. ヘンブリッツ・ドラウト Henburittsu Dorauto)

Seiyū: Kaito Ishikawa 
- Mewi Freya (jap. ミュイ・フレイア Myui Fureia)

Seiyū: Arisa Nakada 
- Spur (jap. シュプール Shupūru)

Seiyū: Ryōta Ōsaka 

## Light novel
Początkowo seria zaczęła ukazywać się jako powieść internetowa w serwisie Shōsetsuka ni narō 17 listopada 2020. Później została przejęta przez wydawnictwo Square Enix, które zaczęło wydawać ją jako light novel z ilustracjami autorstwa Tetsuhiro Nabeshimy w ramach imprintu SQEX Novel 7 kwietnia 2021.
| Nr | Data wydania (język japoński) | ISBN (język japoński)  |
| -- | ----------------------------- | ---------------------- |
| 1  | 7 kwietnia 2021               | ISBN 978-4-7575-7190-7 |
| 2  | 7 września 2021               | ISBN 978-4-7575-7462-5 |
| 3  | 7 lutego 2022                 | ISBN 978-4-7575-7732-9 |
| 4  | 7 lipca 2022                  | ISBN 978-4-7575-8022-0 |
| 5  | 7 grudnia 2022                | ISBN 978-4-7575-8300-9 |
| 6  | 7 czerwca 2023                | ISBN 978-4-7575-8605-5 |
| 7  | 6 stycznia 2024               | ISBN 978-4-7575-8997-1 |
| 8  | 6 sierpnia 2024               | ISBN 978-4-7575-9345-9 |
| 9  | 27 marca 2025                 | ISBN 978-4-7575-9776-1 |

## Manga
Na bazie powieści powstała manga zilustrowana przez Kazukiego Satō, która ukazuje się w magazynie „Dokodemo Young Champion” wydawnictwa Akita Shoten od 24 sierpnia 2021.
| Nr | Data wydania (język japoński) | ISBN (język japoński)  |
| -- | ----------------------------- | ---------------------- |
| 1  | 18 lutego 2022                | ISBN 978-4-253-30691-1 |
| 2  | 20 czerwca 2022               | ISBN 978-4-253-30692-8 |
| 3  | 20 marca 2023                 | ISBN 978-4-253-30693-5 |
| 4  | 24 sierpnia 2023              | ISBN 978-4-253-30694-2 |
| 5  | 26 stycznia 2024              | ISBN 978-4-253-30695-9 |
| 6  | 6 sierpnia 2024               | ISBN 978-4-253-30696-6 |
| 7  | 27 marca 2025                 | ISBN 978-4-253-30697-3 |

Spin-off napisany przez Ituki Watanabe i zilustrowany przez Megumu Soramichi, zatytułowany Katainaka no ossan, kensei ni naru gaiden: Hajimari no mahō kenshi, jest publikowany w serwisie Manga Up! od 29 listopada 2024.
| Nr | Data wydania (język japoński) | ISBN (język japoński)  |
| -- | ----------------------------- | ---------------------- |
| 1  | 27 marca 2025                 | ISBN 978-4-7575-9775-4 |

Kolejny spin-off, zatytułowany Katainaka no ossan, kensei ni naru gaiden: Ryūsōken no kiseki, ukazuje się w magazynie „Young Gangan” wydawnictwa Square Enix od 7 lutego 2025. Seria została napisana przez Zenjiego Yotsuyę i zilustrowana przez Sasamiego Hazamę i skupia się na postaci Sureny Lysandry.
| Nr | Data wydania (język japoński) | ISBN (język japoński)  |
| -- | ----------------------------- | ---------------------- |
| 1  | 27 marca 2025                 | ISBN 978-4-7575-9776-1 |

## Anime
Adaptacja w formie telewizyjnego serialu anime została ogłoszona 1 sierpnia 2024. Produkcją zajęły się studia Passione i Hayabusa Film, a reżyserem został Akio Kazumi. Scenariusz napisał Kunihiko Okada, projekty postaci przygotowała Satsuki Hayasaka, która pełniła również funkcję głównego reżyseria animacji, a muzykę skomponował Yasuharu Takanashi. Emisja rozpoczęła się 5 kwietnia i zakończyła 22 czerwca 2025. Motywem otwierającym jest „Heroes” w wykonaniu Takanoriego Nishikawy, natomiast końcowym „Alright!!!” autorstwa zespołu Flow. Prawa do streamingu serialu wykupił Amazon, udostępniając go w serwisie Prime Video.
Po emisji ostatniego odcinka zapowiedziano powstanie drugiego sezonu. Jego premiera zaplanowana jest na 2026 rok.

### Lista odcinków
| №  | Tytuł | Reżyseria        | Premiera         |
| -- | --- | ---------------- | ---------------- |
| 1  | Stary wieśniak jedzie do stolicy Katainaka no ossan, shuto ni iku (片田舎のおっさん、首都に行く)                                             | Daiki Shikimoto  | 5 kwietnia 2025  |
| 2  | Stary wieśniak zaskoczony przez czarodziejkę Katainaka no ossan, majutsu-shi ni kyōgaku suru (片田舎のおっさん、魔術師に驚愕する)            | Masaru Kawashima | 12 kwietnia 2025 |
| 3  | Stary wieśniak przeżywa zaciekły atak Katainaka no ossan, mōkō o shinogu (片田舎のおっさん、 猛攻を凌ぐ)                                     | Yūta Kida        | 19 kwietnia 2025 |
| 4  | Stary wieśniak wzbija się w powietrze z potworem Katainaka no ossan, monsutā to sora o tobu (片田舎のおっさん、 モンスターと空を飛ぶ)        | Ippei Ichii      | 26 kwietnia 2025 |
| 5  | Stary wieśniak zostaje rozwścieczony przez złoczyńców Katainaka no ossan, akutō ni ikidōru (片田舎のおっさん、 悪党に憤る)                   | Hiroki Moritomo  | 3 maja 2025      |
| 6  | Stary wieśniak staje twarzą w twarz ze zmarłymi Katainaka no ossan, shisha to taijisuru (片田舎のおっさん、 死者と対峙する)                  | Ippei Ichii      | 10 maja 2025     |
| 7  | Stary wieśniak uczy się wyzwań związanych z rodzicielstwem Katainaka no ossan, oya no kurō o shiru (片田舎のおっさん、 親の苦労を知る)       | Hiroki Moritomo  | 17 maja 2025     |
| 8  | Stary wieśniak zostaje trafiony mieczem świetlnym Katainaka no ossan, shinsoku no ken o kurau (片田舎のおっさん、 神速の剣を食らう)          | Yūta Kida        | 24 maja 2025     |
| 9  | Stary wieśniak rusza na pierwsze polowanie od lat Katainaka no ossan, hisashiburi ni kari ni iku (片田舎のおっさん、 ひさしぶりに狩りに行く) | Masaru Kawashima | 31 maja 2025     |
| 10 | Stary wieśniak pilnuje księżniczki Katainaka no ossan, ōjo no goei ni tsuku (片田舎のおっさん、 王女の護衛に着く)                            | Masaru Kawashima | 7 czerwca 2025   |
| 11 | Stary wieśniak rzuca się w wir śmiertelnej walki Katainaka no ossan, shitō ni miwotōjiru (片田舎のおっさん、 死闘に身を投じる)               | Yūta Kida        | 14 czerwca 2025  |
| 12 | Stary wieśniak zostaje uznany mistrzem miecza. Katainaka no ossan, kensei to yobareru (片田舎のおっさん、 剣聖と呼ばれる)                    | Ippei Ichii      | 22 czerwca 2025  |